# Josephus Daniels
Josephus Daniels (Washington, 18 maggio 1862 – Raleigh, 15 gennaio 1948) è stato un politico e editore statunitense.

## Biografia
Fu il quarantunesimo segretario della marina statunitense sotto il presidente degli Stati Uniti d'America Woodrow Wilson.
Dopo la morte del padre, ucciso incidentalmente durante la guerra di secessione americana, si trasferì con il resto della famiglia nella città di Wilson, nello stato della Carolina del Nord.
Collaborò al The News & Observer, nel 1888 sposò Daniels Addie Worth Bagley, la nipote di Jonathan Worth.

## Riconoscimenti
L'USS Josephus Daniels (CG-27) deve a lui il proprio nome.